# Младост (стадіон, Струмиця)
Младост (Струмиця) мак. Стадион Младост — багатофункціональний стадіон у місті Струмиця, Північна Македонія. Побудований у 1950 році, вміщує 9200 глядачів. Стадіон декілька разів реконструювався, на даний час має 2 сучасні трибуни, одна з яких має дах. Є близько 10 майданчиків, які відповідають усім критеріям ФІФА та УЄФА для участі у міжнародних матчах. Окрім центрального поля на стадіоні є ще 4 тренувальні поля. Стадіоном керує ФК «Беласиця», також на ньому виступає «Академія Пандєва» та «Тіверія».

## Історія

### Будівництво
Стадіон було побудовано в 1950 році, спочатку він вміщував 4500 глядачів.

### Реконструкція 2005 року
У 2005 році місткість стадіону збільшили до 6500 сидячих місць. У рамках цільового проекту «Струмиця ГОЛ» були побудовані тренувальні майданчики, нові вбиральні та конференц-зал. У відкритті також взяв участь тодішній президент ФІФА Зеп Блаттер.
У вересні 2015 року на стадіоні відбувся матч під прожекторами між ФК «Беласиця» та «Академією Пандева», який відвідало 5000 вболівальників.

### Реконструкція 2017 року
У 2017 році стадіон «Младост» знову був реконструйований. Реконструкція стадіону була повністю профінансована Футбольною федерацією Македонії за підтримки Агентства у справах молоді та спорту та общини Струмиця.
По завершенні ремонтних робіт стадіон за класифікацією УЄФА відповідає високій третій категорії. Завдяки високій якості він на рівних конкуреє з ще одним провідним стадіоном країни, «Філіпп II Македонський» у Скоп'є.
Реконструкція включала появу двохнових критих трибун трибун (східної та західної) місткістю 1200 смдячих місць, а також повну заміну крісел на двох інших трибунах, південній та північній. Були встановлені нові телевізійні платформи для повної трансляції відбіркового матчу відповідно до вимог УЄФА, а також встановлені камери для моніторингу подій на стадіоні та поза ним, з окремої контрольної зали.
Також було здійснено модернізацію освітлювальних опор та освітлення до 1570 люкс, встановлено резервний генератор у разі відключення електроенергії, встановлено аварійне освітлення, внаслідок чого стадіон відповідає всім стандартам безпеки плану евакуації та сертифікату безпеки відповідно до законів та вимог УЄФА та ФФМ.

### Зміна назви у 2019 році
27 вересня 2019 року на знак вшанування пам'яті Благоє Істатова — воротаря «Беласиці» та синоніма македонського футболу, — футбольну арену було перейменовано на його честь.

## Міднародні матчі
| Дата                               | Змагання                           | Суперник                           | Рахунок                            | Гл.                                |                                    |
| Північна Македонія (2009–теп. час) | Північна Македонія (2009–теп. час) | Північна Македонія (2009–теп. час) | Північна Македонія (2009–теп. час) | Північна Македонія (2009–теп. час) | Північна Македонія (2009–теп. час) |
| ---------------------------------- | ---------------------------------- | ---------------------------------- | ---------------------------------- | ---------------------------------- | ---------------------------------- |
| 10 лютого 2009                     | Товариський матч                   | Канада                             | 3–0                                | 5.000                              |                                    |
| 5 вересня 2017                     | кваліфікація ЧС 2018               | Албанія                            | 1–1                                | 9.200                              |                                    |
| 9 жовтня 2017                      | кваліфікація ЧС 2018               | Ліхтенштейн                        | 4–0                                | 9.200                              |                                    |